# Xebró (os)

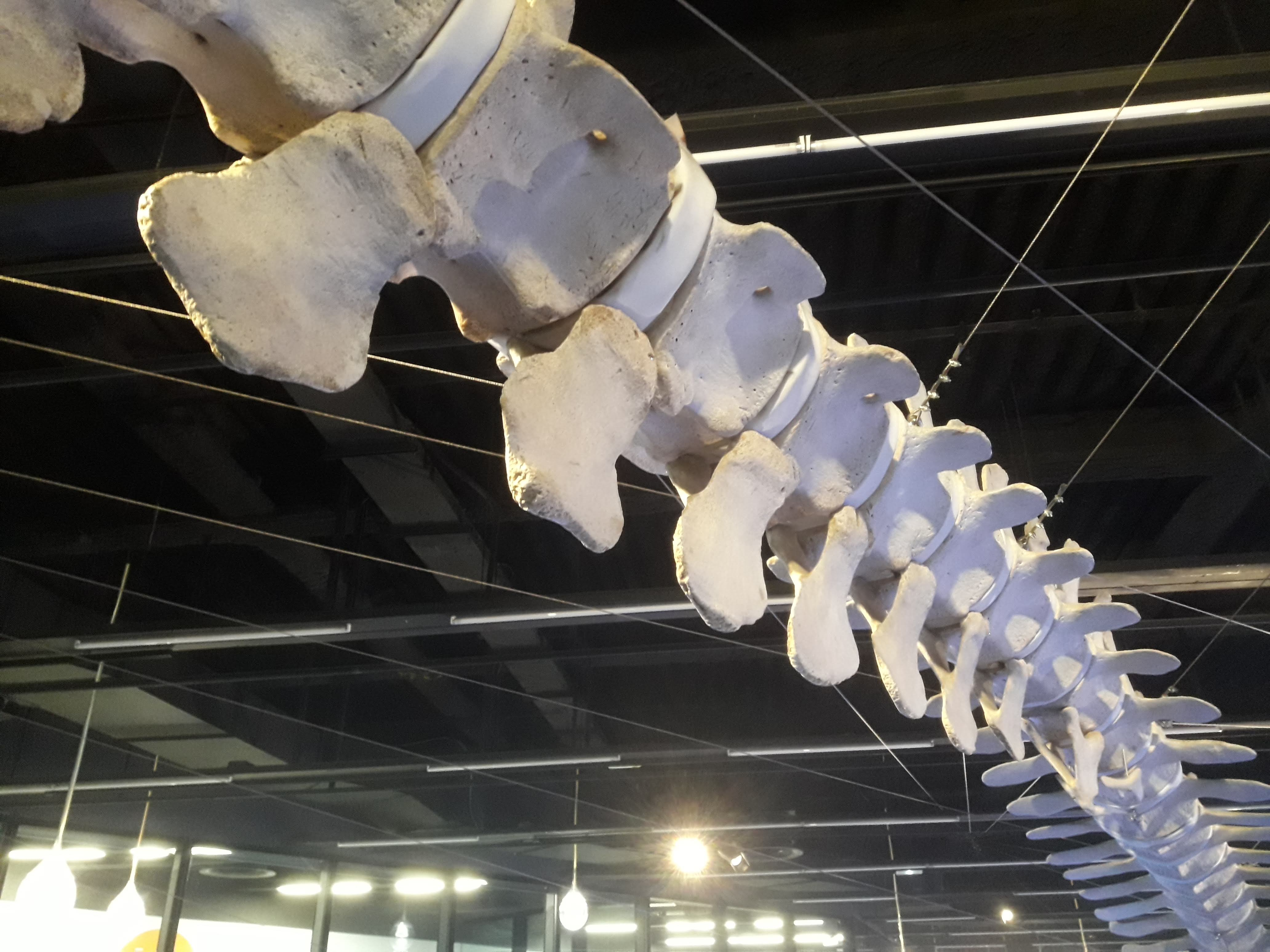
Esquelet de la cua d'un rorqual comú mostrant els xebrons sota les vèrtebres.

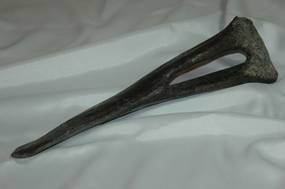
Xebró de Diplodocus de Taylor Made Fossils

Un xebró o arc hemal és un os en forma de V o Y situat a la regió caudal dels dinosaures i d'alguns rèptils i mamífers com els cangurs i els manatís.
La funció principal n'és protegir elements crítics de la cua com els nervis i els vasos sanguinis, per evitar que es lesionin quan l'animal posa pes sobre la cua, o quan la prem contra una superfície dura per agafar impuls.